# 大矢勇气
大矢勇气（日语：／ Ōya Yūki，1981年11月20日—），西宫市出身，日本男子田径运动员。他曾代表日本参加2020年夏季残疾人奥林匹克运动会田径比赛，获得男子100米T52级银牌。